# Fernando Villate
Fernando Villate (Suaita, 13 de diciembre de 1967) es un actor de televisión y teatro colombiano que ha desarrollado su carrera en Colombia y Venezuela. Tiene la condición de enanismo.

## Carrera
Villate nació en Suaita, Santander. Se trasladó a la ciudad de Bogotá para adelantar estudios de teatro en la Escuela Superior de Teatro de Bogotá, apareciendo en varias producciones teatrales en sus primeros años de carrera. Además realizó la misma actividad con otro grupo llamado “Alesio Colombia”. También trabajó con el Círculo Colombiano de Artistas, comenzando a fortificar las raíces que lo convierten en el talentoso actor que es hoy en día.
Obtuvo el reconocimiento nacional con su interpretación de Maximiliano Carballeda en la serie de televisión de 1988, Te quiero, Pecas, una secuela de la exitosa serie Dejémonos de vainas. A partir de entonces registró participaciones en seriados como Las Juanas como Edigio "Todo mundo", Caballo viejo, Momposina, Amar y vivir, Puerta grande, Enséñame a querer y Laura, por favor.
Años después desarrolló su carrera en la escena venezolana a través de Venevisión, participando en producciones para televisión como Amantes de luna llena, Enamorado de ti, Guerra de mujeres y Las González, entre otras. En las décadas de 2000 y 2010 ha alternado en producciones venezolanas y colombianas, entre las que destacan El amor las vuelve locas (2005), Con toda el alma (2006), Aunque mal paguen (2007), Tomasa Tequiero (2009) y Cinco viudas sueltas (2013).
En 2023 regresa a Venezuela, 12 años después desde su última actuación en el país con la serie Hotel de locura, integrándose al reparto de la serie Dramáticas, una coproducción de Hispanomedios junto a Venevisión.

## Filmografía

### Televisión
| Año       | Título                   | Productora               | Personaje               |
| --------- | ------------------------ | ------------------------ | ----------------------- |
| 2023      | Dramáticas               | Hispanomedios/Venevisión |                         |
| 2017      | Infieles                 | FoxTelecolombia          |                         |
| 2017      | Hoy por ti               | Surdico Films & Boonet   | Patricio                |
| 2013      | Cinco viudas sueltas     | Caracol Televisión       | Máximo                  |
| 2011      | Hotel de locura          | TVes                     |                         |
| 2009-2010 | Tomasa Tequiero          | Venevisión               | Cariaquito              |
| 2008-2009 | La vida entera           | Venevisión               | Máximo Cuenca           |
| 2007-2008 | Aunque mal paguen        | Venevisión               | Bonsái                  |
| 2005-2006 | Con toda el alma         | Venevisión               | Jairo                   |
| 2005      | El amor las vuelve locas | Venevisión               | Goliath González        |
| 2003      | Engañada                 | Venevisión               | Napoleón                |
| 2002      | Aguas turbulentas        | Venevisión               |                         |
| 2002      | Las González             | Venevisión               |                         |
| 2001-2002 | Guerra de mujeres        | Venevisión               | Kowalsky                |
| 2000-2001 | Amantes de luna llena    | Venevisión               | Juan Chiquito           |
| 2000      | Historia Músical         | Venevisión               |                         |
| 1998-1999 | Enséñame a querer        | Venevisión               | Santiago El Hermoso     |
| 1997      | Las Juanas               | RCN Televisión           | Egidio " Todo el mundo" |
| 1994      | Momposina                | RCN Televisión           |                         |
| 1992-1993 | Puerta Grande            | RCN Televisión           |                         |
| 1988      | Te quiero Pecas          | RCN Televisión           | Maximiliano Carballeda  |
| 1988      | Caballo viejo            | Caracol Televisión       | Santiago                |

### Cine
- 2017: Migrantes en el Tiempo - Interpreta al Productor de Cine dentro de la Película[6]